# 172430 Sergiofonti
172430 Sergiofonti è un asteroide della fascia principale. Scoperto nel 2003, presenta un'orbita caratterizzata da un semiasse maggiore pari a 2,3152870 au e da un'eccentricità di 0,1318350, inclinata di 6,32815° rispetto all'eclittica.